# Law & Order: Criminal Intent (seizoen 2)
Dit artikel vat het tweede seizoen van Law & Order: Criminal Intent samen.

## Hoofdrollen
- Vincent D'Onofrio - rechercheur Robert Goren
- Kathryn Erbe - rechercheur Alexandra Eames
- Jamey Sheridan - hoofd recherche James Deakins
- Courtney B. Vance - assistent-officier van justitie Ron Carver

## Terugkerende rollen
- Leslie Hendrix - dr. Elizabeth Rodgers
- Olivia d'Abo - Elizabeth Hitchens / Nicole Wallace

## Afleveringen
| Nr. | Aflevering | Titel                | Regisseur                         | Schrijver(s)                        | Selectie gastrollen | Uitzenddatum      |  |
| --- | ---------- | -------------------- | --------------------------------- | ----------------------------------- | --- | ----------------- |  |
| 23 | 1          | Dead                 | Darnell Martin                    | René Balcer Stephanie Sengupta      | Jay O. Sanders - Harry Rowan Tina Benko - Susan Rowan Jim Gaffigan - Russell Matthews Leslie Lyles - mrs. Hagman Armando Riesco - Scott Calderon | 29 september 2002 |  |
| Wanneer een begrafenisondernemer wordt vermoord gaan Goren en Eames op onderzoek uit. Het slachtoffer bleek een overledene op te sporen die wel bij een crematorium was afgeleverd maar niet gecremeerd. Bij het crematorium blijkt de aangrenzende grond vol gedumpte lijken te zitten. De crematoriumhouder die de lijken niet cremeerde en gewone as terugzond, kon er zijn gasrekening mee drukken en diens neef blijkt het brein achter de operatie. Het werkelijke doel is niet het oplichten van nabestaanden, maar het misleiden van de politie: het DNA van de lijken blijkt aangetroffen bij verschillende maffia-moorden. De neef is in werkelijkheid een huurmoordenaar, en de uitvaartondernemer moest dood om te voorkomen dat hij achter het geheim kwam. Door de indruk te wekken dat de huurmoordenaar een vergissing heeft begaan, weet de politie te bereiken dat hij zichzelf incrimineert, en kan hij worden ingerekend. |            |                      |                                   |                                     | |                   |  |
| 24 | 2          | Bright Boy           | Frank Prinzi                      | René Balcer Marlane Gomard Meyer    | Tim Guinee - David Bishop Liam Aiken - Robbie Bishop Lisa Eichhorn - dr. Leonard John Hillner - locoburgemeester Bill Webster Phoebe Jonas - Kim Stevens | 6 oktober 2002    |  |
| Wanneer een maatschappelijk werkster en een locoburgemeester worden vermoord gaan Goren en Eames op onderzoek uit. Al snel blijkt dat het ware doelwit de sociaal werkster moet zijn geweest; de locoburgemeester was ongelukkigerwijs getuige en daarom ook uitgeschakeld. Het onderzoek leidt hen naar een echtpaar dat een wrok koestert tegen de maatschappelijk werkster, omdat hij hun kinderen heeft afgepakt. Als zij ontdekken dat ze een speciale interesse had in een wonderkind dat overweegt om naar een prestigieuze school te gaan, onderzoeken zij dit wonderkind en diens geobsedeerde vader. Uiteindelijk blijkt dat het kind de school haat en geen wonderkind is. Zijn vader was het genie maar werd gehinderd door zijn dyslexie; door zijn zoon te coachen hoopt hij zijn eigen gemiste kansen te compenseren. De sociale werkster was het doelwit omdat zij als bijbaan kandidaat-leerlingen voor de school screende en hij bang was dat zijn zoon afgewezen zou worden. De vader bekent ter voorkoming dat zijn zoon moet getuigen en wordt gearresteerd, maar de zoon gaat bij zijn oom en tante wonen en krijgt ondanks dat zijn vader nu in de gevangenis zit eindelijk een normaal leven. |            |                      |                                   |                                     | |                   |  |
| 25 | 3          | Anti-Thesis          | Adam Bernstein                    | René Balcer Eric Overmyer Dick Wolf | Geoffrey Cantor - Ronald Hardin Linda Emond - dr. Christine Fellowes Peter Gerety - George Dawkins Reg E. Cathey - professor Roland Sanders Philip Bosco - professor Winthrop                                                                                          | 13 oktober 2002   |  |
| Wanneer de voorzitter van een universiteit en zijn assistent worden vermoord gaan Goren en Eames op onderzoek uit. Onder de verdachte treffen zij een onconventionele zwarte professor die op de baan van voorzitter aasde, een PhD student en een lector uit Oxford. Dan ontdekken zij dat de schuldige een sluwe tegenstander was van het slachtoffer, die meer te verbergen heeft dan alleen deze moord. De lector uit Oxford blijkt Nicole Wallace: een Australisch oplichtster en meervoudig moordenares die in de Verenigde Staten probeerde onder te duiken. Hiertoe was ze een relatie aangegaan met een professor en hoopte dat deze professor haar als voorzitter een vaste aanstelling zou geven waardoor ze tot Amerikaanse kon naturaliseren. Het slechtoffer was van plan een ander tot opvolger te benoemen en zat Nicole dus in de weg; daarom was ze een relatie met de student aangegaan en had ze hem tot de moord aangezet. Goren zet haar onder druk maar haar advocaat weet haar uit hechtenis te krijgen waarop ze direct de benen neemt. |            |                      |                                   |                                     | |                   |  |
| 26 | 4          | Best Defense         | Gloria Muzio                      | René Balcer Elizabeth M. Cosin      | David Marshall Grant - hulpofficier van justitie Peter Bonham Susan Floyd - Linda Bonham Carlos Leon - JoJo Martinez Olga Merediz - mrs. Martinez Jim Bracchitta - Vince Quitoriano                                                                                    | 20 oktober 2002   |  |
| Hulpofficier van justitie Peter Bonham krijgt doodsbedreigingen en blijkt een doelwit te zijn van een huurmoordenaar. Nadat Peter de huurmoordenaar doodt in zijn wijnkelder moeten Goren en Eames nu ontdekken wie hem ingehuurd had. De bewijzen wijzen allemaal in de richting van de vrouw van Peter, een succesvolle advocate. Ze zou buitenechtelijke verhoudingen hebben en een dure scheiding op deze manier willen vermijden. Het duurt niet lang voordat zij gearresteerd wordt, maar Goren krijgt al snel twijfels over haar schuld. Hij moet nu buiten hulpofficier van justitie Carver om werken om zijn theorie te bewijzen, om zo de werkelijke dader te vinden. Peter blijkt zelf achter het plan te zitten wanneer hij het correcte alibi van zijn vrouw ontkent; jaloezie op het feit dat zijn een succesvol advocate en hij een matige OvJ is, blijkt de drijfveer. Carver neemt de vervolging van Bonham ter hand maar is woedend dat de rechercheurs buiten hem om hebben gehandeld; het laatste woord is hier nog niet over gezegd. |            |                      |                                   |                                     | |                   |  |
| 27 | 5          | Chinoiserie          | David Platt                       | René Balcer B. Mason                | Peter Frechette - Stuart Gaston Stephen Sable - Pang Ghiangji Frank Wood - George Weems Kim Chan - mr. Hsu Elizabeth Wilson - Lucille Mobray Harvey Atkin - rechter Alan Ridenour                                                                                      | 27 oktober 2002   |  |
| Wanneer een moeder in Chinatown doodgeschoten wordt, voor de ogen van haar twee kinderen, gaan Goren en Eames op onderzoek uit. Eerst denken zij dat de moord een connectie heeft met de Tiananmenprotest in Peking. Maar het onderzoek leidt hen dan naar een smokkelbende dat handelt in antiek. |            |                      |                                   |                                     | |                   |  |
| 28 | 6          | Malignant            | Frank Prinzi Juan José Campanella | René Balcer Michael S. Chernuchin   | Stephen Tobolowsky - Jim Halliwell Deirdre Lovejoy - Penny Halliwell Jonathan Hogan - Norman Mills Richard Bright - Frank Lowell Paul Wesley - Luke Miller Ilana Levine - advocate van Luke Miller                                                                     | 3 november 2002   |  |
| Na een overval op een bestelbus met dure medicijnen, met als resultaat twee doden, gaan Goren en Eames op onderzoek uit. De overval zelf is snel opgelost, maar er zijn aanwijzingen dat een apotheker die benadeeld werd zelf iets doet dat niet in de haak is. Hun onderzoek leidt hen naar een langlopende zaak met vervalsen van medicijnen. Zij moeten nu uitzoeken hoe zij de apotheker kunnen betrappen die kankermedicijnen verdunt, zonder lichamen op te graven vanuit hun graf die deze medicijnen toegediend hebben gekregen. Uiteindelijk weten Goren en Eames de apotheek zelf tot een bekentenis te dwingen: hij verdunde de medicijnen om geld aan zijn kerk te kunnen doneren omdat hij zich hier door de dweepzuchtige dominee sociaal toe verplicht zag. Deze dominee is echter de eerste die hem laat vallen wanneer blijkt hoe hij aan dit geld is gekomen. |            |                      |                                   |                                     | |                   |  |
| 29 | 7          | Tomorrow             | Don Scardino                      | René Balcer Stephanie Sengupta      | Sig Libowitz - mr. Shatenstein Tammy Blanchard - Sarah Eldon Brian Smiar - mr. Eldon Merritt Wever - Hannah Price Frank Converse - Bill Davenport Noelle Beck - Tina Davenport                                                                                         | 10 november 2002  |  |
| Wanneer de zoon en dochter van een rijke zakenman samen met een vriend van hen zijn vermoord, gaan Goren en Eames op onderzoek uit. Na onderzoek van de stiefmoeder van de twee kinderen richten zij hun onderzoek naar twee kinderjuffen, waarvan er één werkt voor de familie. De rechercheurs moeten in de kinderjaren van de kinderjuffen, en in een soapserie duiken om de motieven voor de moord te kunnen begrijpen. Het blijkt dat de zusjes deze soapserie als realiteit zien en naspelen waarbij de jongste zus Sarah zwaar overheerst wordt door de oudste zus Hannah. Het blijkt dat Hannah via Sarah haar zinnen op de heer des huizes had gezet; een oudere man die zij als haar verloren vader ziet. Ze hoopt op een 'hereniging', net als bij een vrouwelijk karakter in de soap was gebeurd. De zoon had echter de zussen doorzien en chanteerde ze samen met zijn vriend voor seks, de zussen vermoordden beide vrienden en de dochter. Door de zussen te scheiden en tegen elkaar uit te spelen weet Goren de dominante, maar labiele Hannah mentaal te breken, en in paniek bekent ze alle drie de moorden. |            |                      |                                   |                                     | |                   |  |
| 30 | 8          | The Pilgrim          | Darnell Martin                    | René Balcer Marlane Gomard Meyer    | Rider Strong - Ethan Edwards Reathel Bean - Joe Edwards Mary Shultz - Vera Edwards John Bolger - FBI agent O'Dell Manny Perez - Jorge Galvez Sam Coppola - Neal Dornan                                                                                                 | 17 november 2002  |  |
| Wanneer de dochter van een politieagent uit Pittsburgh vermist wordt gaan Goren en Eames op onderzoek uit. Zij komen tijdens het onderzoek uit bij een groep radicale Moslims, die er alles aan willen doen om Amerika een lesje te leren door middel van een terroristische zelfmoordaanslag, met gesmokkelde explosieven. Een dader en de helft van de explosieven worden gevonden, maar de tweede blijkt spoorloos. Uit een opmerking van een dader dat het de bedoeling was dat er geen burgers zouden omkomen blijkt dat het doel een militaire parade is waar vooral Irakveteranen in meelopen. De aanslag wordt te elfder ure verijdeld. |            |                      |                                   |                                     | |                   |  |
| 31 | 9          | Shandeh              | Steve Shill                       | René Balcer                         | Linda Lavin - Ursula Sussman Ned Eisenberg - Danny Sussman Patricia Dunnock - Kelly Sussman Tim Ehrlich - Jordan Sussman Miryam Coppersmith - Sharon Sussman Max Casella - Nicky KaDee Strickland - Sandi Tortomassi                                                   | 1 december 2002   |  |
| Wanneer een vrouw in haar garage vermoord wordt gevonden gaan Goren en Eames op onderzoek uit. Ze blijkt een tot het jodendom bekeerde katholiek die met een telg uit een zeer invloedrijk joods geslacht getrouwd was. Haar man blijkt een maîtresse te hebben en zij is de eerste verdachte. Door de verschillende kneuzingen op het lichaam van het slachtoffer denken zij dat er twee aanvallers geweest moeten zijn. Het spoor leidt al snel naar de schoonmoeder die meer dan genoeg geld en invloed had, een van de aanvallers had al eerder vuile klusjes voor haar opgeknapt. De reden bleek dat de vrouw van haar man wilde scheiden en haar streng-joodse schoonmoeder, die de scheiding tegenhield, chanteerde met het feit dat ze al zwanger was van hun eerste kind voor hun huwelijk en haar bekering. De schoonmoeder wordt gearresteerd, maar ziet niet in dat ze ook maar iets verkeerd heeft gedaan: het was allemaal voor de familie. |            |                      |                                   |                                     | |                   |  |
| 32 | 10         | Con-Text             | Alex Zakrzewski                   | René Balcer Gerry Conway            | John Benjamin Hickey - Randall Fuller Sean Dugan - Doug Morgan Karen Black - Vera Morgan Graeme Malcolm - Mickey Connelly Heather Goldenhersh - Roseanne Connelly Gibson Frazier - Jimmy Connelly Mark Blum - dr. Philip Oliver                                        | 5 januari 2003    |  |
| Wanneer Goren en Eames een maffia gerelateerde vaderzoon moordzelfmoord willen onderzoeken vinden zij een connectie tussen een jongere broer, een zelfhelpende goeroe en twee miljoen dollars die vermist worden. Beide mannen blijken vermoord; het blijkt al snel dat de jongere broer door de goeroe was geïndoctrineerd en aangezet zijn vader en broer te doden om zo hun geld te kunnen inpikken en aan de goeroe te schenken. Uiteindelijk weten Goren en Eames niet alleen de broer maar ook de goeroe in de val te laten lopen. Wanneer deze zijn leerling laat vallen, beschuldigt de jongen op zijn beurt de goeroe ervan hem tot de moord te hebben aangezet. Beiden hebben elkaar hiermee voldoende geïncrimineerd zodat niet alleen de jongen, maar ook de goeroe vervolgd kan worden. |            |                      |                                   |                                     | |                   |  |
| 33 | 11         | Baggage              | Constantine Makris                | Theresa Rebeck René Balcer          | Lee Tergesen - Keith Ramsey Danny Johnson - Walter Tate Ron Ryan - mr. Sullivan Colleen Clinton - Jenny Sullivan Lynne Lipton - mrs. Sullivan Jose Pablo Cantillo - Jack Martinez                                                                                      | 12 januari 2003   |  |
| Wanneer het lichaam van Jenny Sullivan, cheffin van een vliegveldbagageafdeling vermoord wordt gevonden in een kofferbak van een auto, gaan Goren en Eames op onderzoek uit. Zij ontdekken dat het slachtoffer geklaagd had bij de directie over een aantal collega's voor ongewenste intimiteiten. Dit leidt het onderzoek verder naar oplichting met creditcards en kredietrapporten met buitenlandse connecties; de creditcards en rapporten werden uit luchtpost gestolen en aan de Russische maffia verkocht. Het blijkt dat Jenny door haar werk te doen de fraude hinderde, en dat de ongewenste intimiteiten feitelijk pesterijen waren om haar weg te krijgen. Uiteindelijk blijkt de leider van de samenzweerders en de moordenaar de co-chef Keith, die zich niet slechts gefnuikt maar ook persoonlijk beledigd voelde omdat Jenny, die hij veel te min voor hem vond, verliefd op hem was. |            |                      |                                   |                                     | |                   |  |
| 34 | 12         | Suite Sorrow         | Jean de Segonzac                  | René Balcer Warren Leight           | Tom O'Rourke - Peter Behrens Hal Linden - mr. Turner Judith Roberts - Nan Turner Amy Ryan - Julie Turner Michael Hayden - Kenneth Reyfeld | 2 februari 2003   |  |
| Wanneer de eigenaresse van een luxe hotel, die met een ijzeren hand regeerde, naakt en vermoord door botox injecties wordt gevonden in haar badkuip gaan Goren en Eames op onderzoek uit. Zij richten hun onderzoek op haar onstabiele volwassen dochter die boos was over de feit dat haar moeder zich constant bemoeide met haar liefdesleven. De aanleiding tot de moord blijkt dat de moeder de verloofde probeerde af te kopen. De dochter wordt snel gearresteerd maar dan blijkt dat de vader, die een homoseksuele relatie met zijn toekomstige schoonzoon heeft, de gebeurtenissen had gemanipuleerd. Met zijn vrouw dood en zijn schoondochter in de gevangenis zou hij de volledige controle over het hotel hebben. De politie probeert de dochter in ruil voor strafvermindering te laten helpen haar vader in de val te lokken, maar Goren verkijkt zich op haar gewelddadige driftige karakter en voor hij kan ingrijpen heeft de woedende dochter haar vader gedood. |            |                      |                                   |                                     | |                   |  |
| 35 | 13         | See Me               | Steve Shill                       | René Balcer Jim Sterling            | Peter J. Fernandez - A.R. Cabezas Christopher Evan Welch - dr. Thomas Dysart Rose Gregorio - Lupe Garcia Victor Argo - mr. Garcia Jack Gilpin - dr. Michael Roland Barbara Walsh - mrs. Roland                                                                         | 9 februari 2003   |  |
| Wanneer er een psychiater wordt doodgestoken in een park, gaan Goren en Eames op onderzoek uit. Zij denken dat de dader een voormalige patiënt is, schizofreen is die vlakbij in een opvangtehuis woont. De beheerders van het tehuis lichten schaamteloos de verzekeraars op met verzonnen medische behandelingen van frauduleuze artsen. Voor een van de artsen is geld niet het motief: hij blijkt experimenten uit te voeren op de bewoners. Hij meent een revolutionaire behandeling tegen schizofrenie te hebben gevonden omdat hij meent dat de ziekte veroorzaakt wordt door een defecte ooglens die de hallucinaties uitlokt, naar analogie met Vincent van Gogh die zijn oor zou hebben afgesneden om een einde te maken aan zijn gekmakende tinnitus. Er blijkt een persoonlijk motief aan verbonden: de arts is zelf schizofreen en was doodsbang voor de psychiater die hem als schizofreen zou kunnen diagnosticeren en ontmaskeren. De arts bekent schuld in ruil voor TBS-oplegging, en de beheerders van het tehuis verdwijnen de gevangenis in. |            |                      |                                   |                                     | |                   |  |
| 36 | 14         | Probability          | Frank Prinzi                      | René Balcer Gerry Conway            | Matthew Arkin - Ben Gergis Ken Cheeseman - Leo Gergis Isabel Glasser - Elaine Gergis Lance Reddick - Jack Bernard Olga Sosnovska - Jeanne Marie Lofficier | 16 februari 2003  |  |
| Wanneer er willekeurige daklozen worden vermoord, gaan Goren en Eames op onderzoek uit. Tijdens het onderzoek stuiten zij op een oplichtingszaak door een verzekeringsagent. De daklozen waren ieder verzekerd voor USD 1 miljoen, waarna ze werden vermoord om de uitkering te innen. Maar een ongewone wending in de zaak leidt hen naar een onwaarschijnlijke verdachte. Naast de verzekeringsagent die de verzekeringen afsloot en zijn Franse vriendin die de fraude via Frankrijk met lege vennootschappen opzette, was er ook een plannenmaker die nadien de verzekeringsagent doodt. Het blijkt een actuaris met het syndroom van Asperger te zijn, gedreven tot de daad door het motief rijk te worden en zijn vrouw en kinderen terug te krijgen. Maar door het syndroom van Asperger werkt hij in patronen, en deze patronen verraden hem uiteindelijk. |            |                      |                                   |                                     | |                   |  |
| 37 | 15         | Monster              | Joyce Chopra                      | René Balcer Marlane Gomard Meyer    | Mike Starr - rechercheur Ted Marston Jim Frangione - rechercheur Sims Adam Storke - Mark Dietrich Christine Jones - Laura Dietrich Terri Colombino - Chantal Fielding Stephen Singer - advocaat                                                                        | 2 maart 2003      |  |
| Wanneer een vrouw in haar appartement vermoord wordt gevonden, gaan Goren en Eames op onderzoek uit. Zij verdenken haar zoon, die net vrijgelaten is vanuit de gevangenis waar hij vijftien jaar heeft gezeten voor moord, van de moord. Dan blijkt dat de moeder hem verdacht van een verkrachting van rond dezelfde tijd, waarbij een vrouw bewusteloos was geslagen en door vier jongens was verkracht. Rechercheurs Marston en Sims blijken de vier er echter opzettelijk in te hebben geluisd omdat ze vanwege de politieke druk zaken succesvol wilden afronden. Uiteindelijk blijkt rechercheur Marston de ware moordenaar: hij wilde verhinderen dat de moeder Mark aan de verkrachting zou koppelen omdat dan zou uitkomen dat hij de vier jongens onterecht ervoor had laten opdraaien. |            |                      |                                   |                                     | |                   |  |
| 38 | 16         | Cuba Libre           | Darnell Martin                    | René Balcer Warren Leight           | Clifton Powell - Dempsey Powers Sean Nelson - Taye Powers Peter Marx - Milt Winters jr. Cady Huffman - Pamela Winters Joel Grey - Milton Winters Tibor Feldman - Jack Duvall                                                                                           | 9 maart 2003      |  |
| Op de dag dat een gevangene vrijgelaten wordt vanuit de gevangenis, wordt zijn rijke en knappe vrouw vermoord. Goren en Eames merken dat de zaak al snel complex wordt en moeten nu een manier vinden om de paranoia van de ex-gevangene tegen hem te gebruiken, om zo een connectie te vinden tussen hem en zijn voormalige celmaat met een moordlijst. |            |                      |                                   |                                     | |                   |  |
| 39 | 17         | Cold Comfort         | Constantine Makris                | Stephanie Sengupta René Balcer      | Josef Sommer - Spencer Durning Jay Goede - Nicholas Durning Tim Ransom - Jack Kittridge Maureen Mueller - Eloise Kittridge Robert LuPone - Nelson Broome Tom Atkins - mr. Monahan                                                                                      | 30 maart 2003     |  |
| Wanneer voormalige senator Randolph Kittridge komt te overlijden aan de gevolgen van kanker, raken zijn zoon en dochter in een juridisch gevecht over zijn laatste wens. Als dan de dochter vermoord wordt gevonden gaan Goren en Eames op onderzoek uit. Zij ontdekken dan een geheime afkomst en een man die bereid is om alles te doen om zijn erfenis veilig te stellen. |            |                      |                                   |                                     | |                   |  |
| 40 | 18         | Legion               | Steve Shill Frank Prinzi          | Theresa Rebeck René Balcer          | Tawny Cypress - Louisa Iberra Marcos Muniz - Enrique Iberra Adrian Davila - Sami Iberra Paul Calderón - Jojo Rios Tim Kang - Murakami Brian Adam DeJesus - Bennie Renato                                                                                               | 6 april 2003      |  |
| Wanneer een vader en zoon gevonden worden met een doorgesneden keel gaan Goren en Eames op onderzoek uit. Zij ontdekken een groep jongens die verdwenen zijn uit dezelfde buurt als de slachtoffers. Wanneer de buurtbewoners niet willen meewerken met het onderzoek, beginnen zij te geloven dat er een connectie is met de groep jongens die gebruikt worden door iemand die een bende runt in fietsdiefstallen en de moord. |            |                      |                                   |                                     | |                   |  |
| 41 | 19         | Cherry Red           | Frank Prinzi                      | Jim Sterling René Balcer            | Martha Madison - Susan Watkins Dennis Christopher - Roger Coffman Paul Dooley - Stan Coffman Kevin Breznahan - Lewis David Pittu - O'Leary | 27 april 2003     |  |
| Goren en Eames proberen het mysterie te ontrafelen van de dood van een oudere vrouw die sterft in een brand. Het mysterie wordt groter als een jongere vrouw, die wat spullen van de oudere vrouw nagelaten kreeg, vermoord wordt gevonden. Het onderzoek leidt hen naar een gemeenteambtenaar die een nieuw betekenis aan grafroof heeft gegeven. Goren ontdekt dat de verdachte een zwak heeft voor dure verzamelauto's, maar om de rechtszaak tegen hem sterk te maken moet Goren ook zijn persoonlijke relaties onderzoeken. |            |                      |                                   |                                     | |                   |  |
| 42 | 20         | Blink                | Don Scardino                      | Gerry Conway René Balcer            | Ian Kahn - Ken Harris Angela Christian - Kerry Harris Kevin Sussman - Phil Hobart Keith Powell - Gregg Monroe Robert Hogan - Ferdie Jon Korkes - Ralph Bannerman | 4 mei 2003        |  |
| Wanneer een wiskundestudent, die werkte als kaartteller in een pokerclub, vermoord wordt gevonden gaan Goren en Eames op onderzoek uit. Zij ontdekken een groep computernerds en een computer goksysteem met misdadige verdachten. De rechercheurs leren dat hun eigen computersysteem gehackt wordt door de leider van de computergroep. |            |                      |                                   |                                     | |                   |  |
| 43 | 21         | Graansha             | Darnell Martin                    | Joe Gannon René Balcer              | Tom Noonan - Malcolm Bryce Jeremiah Miller - Paul Bryce Gayton Scott - Janet Bryce Sally Murphy - Lane Devlin William Sadler - Kyle Devlin Sean Patrick Reilly - Aidan Devlin Kelly Singer - Fiona Devlin Brendan O'Malley - Evan Devlin Terry Donnelly - Trina Devlin | 11 mei 2003       |  |
| Wanneer een reclasseringmedewerkster wordt vermoord, door driemaal overrijden met een auto, gaan Goren en Eames op onderzoek uit. Hun onderzoek leidt hen naar de persoon die het slachtoffer als laatste gezien heeft, een misdadige zoon van een academici die hun belangrijkste verdachte wordt. Zij verdenken ook de vriend, een antropologie professor, van de academici die de vader is van de zoon. De professor bekent dan de moord, om zo waarschijnlijk zijn zoon te beschermen. Dan ontdekken de rechercheurs dat de familie van het slachtoffer een nomadegroep woonwagenbewoners (shelta) is die op grote schaal fraude pleegde, en dat ze de professor hielp een met een boek dat hij schreef over deze groep. Het slachtoffer verzette zich hevig tegen deze levensstijl, vooral omdat haar broer Kyle Devlin van een andere familie had gestolen en deze schande wilde uitwissen door zijn 12-jarige dochtertje uit te huwelijken met betaling van een forse bruidsschat. Hij wordt door de rechercheurs geconfronteerd en klemgezet; hij was het die zijn eigen zus overreed om te voorkomen dat ze uit de school zou klappen over het kindhuwelijk dat de diefstal moest verdoezelen. Bovendien had ze een grote zonde begaan; de professor (die zich als haar vriend voordeed) introduceren zodat hij de familie vanuit zijn vakgebied als insecten onder een loep kon bestuderen. Als de rechercheurs hem arresteren weigert de familie het voor hem op te nemen; ook zij zijn de autoritaire Kyle zat. |            |                      |                                   |                                     | |                   |  |
| 44 | 22         | Zoonotic             | Don Scardino                      | René Balcer Warren Leight           | James Urbaniak - dr. Roger Stern Todd Stashwick - dr. Scott Borman Katherine Wallach - dr. Patty Kantor Laura Regan - Tish Van Der Wahl Carrie Preston - Megan Colby Marin Ireland - Anais Hutchinson                                                                  | 18 mei 2003       |  |
| Wanneer een corrupte politieagent wordt vermoord, gaan Goren en Eames op onderzoek uit. De agent blijkt door artsen te chanteren op het spoor van een Roger Stern, geobsedeerde arts, en zijn voormalige vriendinnen die allemaal geïnfecteerd blijken te zijn met zoönose. Hun onderzoek richt zich ook op Scott Borman, een trotse dierenarts als wel een vaag psychische component. De twee blijken een merkwaardige seksuele routine te hebben ontwikkeld waarbij Stern zijn vriendinnen aanzet tot seks met Borman; bovendien bestraft hij afwijzing met een besmetting met een zoönose. Hij blijkt een grote verzameling levensgevaarlijke virussen te bezitten. De twee blijken de agent volgens hetzelfde patroon te hebben vermoord: Borman deed de moord, Stern keek toe. Goren ontdekt echter dat Sterns handelswijze een Oedipaal tintje heeft; door deze kennis tegen hem te gebruiken verliezen de twee hun zelfbeheersing en incrimineren ze elkaar voldoende. De familie van de agent krijgt ondanks de corruptie nog een volledige overlijdensuitkering, omdat deze tijdens zijn werk was gedood. |            |                      |                                   |                                     | |                   |  |
| 45 | 23         | A Person of Interest | Frank Prinzi                      | René Balcer Warren Leight           | James McCaffrey - Daniel Croydon Patrick Quinn - advocaat van Daniel Croydon Richard Joseph Paul - Gavin Haynes Lee R. Sellars - Nelson Susan Porro - Connie Matson | 18 mei 2003       |  |
| Wanneer een voormalige verpleegster wordt vermoord gaan Goren en Eames op onderzoek uit. Zij ontdekken een mogelijke terroristische aanslag met antrax. De zaak neemt een onvoorziene wending als Goren ineens beschuldigd wordt van het aanzetten van een verdachte tot zelfmoord. Nu hij in zijn eer is aangetast, komt hij erachter dat een sluwe tegenstander uit zijn verleden bij deze zaak is betrokken. |            |                      |                                   |                                     | |                   |  |